# Parc naturel de Gorbeia
 (septembre 2010).
Si vous disposez d'ouvrages ou d'articles de référence ou si vous connaissez des sites web de qualité traitant du thème abordé ici, merci de compléter l'article en donnant les références utiles à sa vérifiabilité et en les liant à la section « Notes et références ».
Le parc naturel de Gorbeia est un espace protégé qui se situe entre les provinces d'Alava et de Biscaye en Espagne). Il est le plus grand parc naturel de la communauté autonome du Pays basque avec une superficie de 20 016 hectares (200,16 km2). Il comprend les communes de Areatza, Artea, Orozko, Zeanuri et Zeberio en Biscaye, et Zigoitia, Zuia et d'Urkabustaiz en Alava. Le parc naturel de Gorbeia, proche du parc naturel d'Urkiola, forment une importante unité environnementale.
Il a été déclaré « parc naturel » par décret du 21 juin 1994 par le Gouvernement basque, afin de protéger son patrimoine naturel, favoriser le développement rural et favoriser la connaissance de son milieu et des loisirs.
Il prend son nom de son sommet le plus élevé, le Gorbeia culminant à 1 482 mètres d'altitude. D'autres sommets d'intérêt sont les pics Aldamin (1 373 mètres) et Itxina.

## Accès
Les accès au parc de Gorbeia se font principalement par la route nationale N-240 qui relie Bilbao à Vitoria-Gasteiz, et longe le parc par l'est. Par l'ouest, avec l'autoroute AP-68, qui relie aussi Bilbao à Vitoria-Gasteiz et les routes régionales BI-2522 et A-624, la régionale BI-3513 d'Orozko à Artea permet l'accès par le nord et la nationale N-622 par le sud.
La ligne d'autobus Bilbao - Vitoria-Gasteiz est un autre moyen d'accès au parc.

## Centres d'interprétation
Il existe deux centres d'interprétation : l'un dans la partie alavaise, près du village de Sarria et l'autre dans la localité d'Areatza en Biscaye. Dans ces derniers, nous trouvons des informations sur le parc naturel ainsi qu'une exposition qui décrit les caractéristiques de cet espace naturel.

## Le mont Gorbeia, le cœur du parc

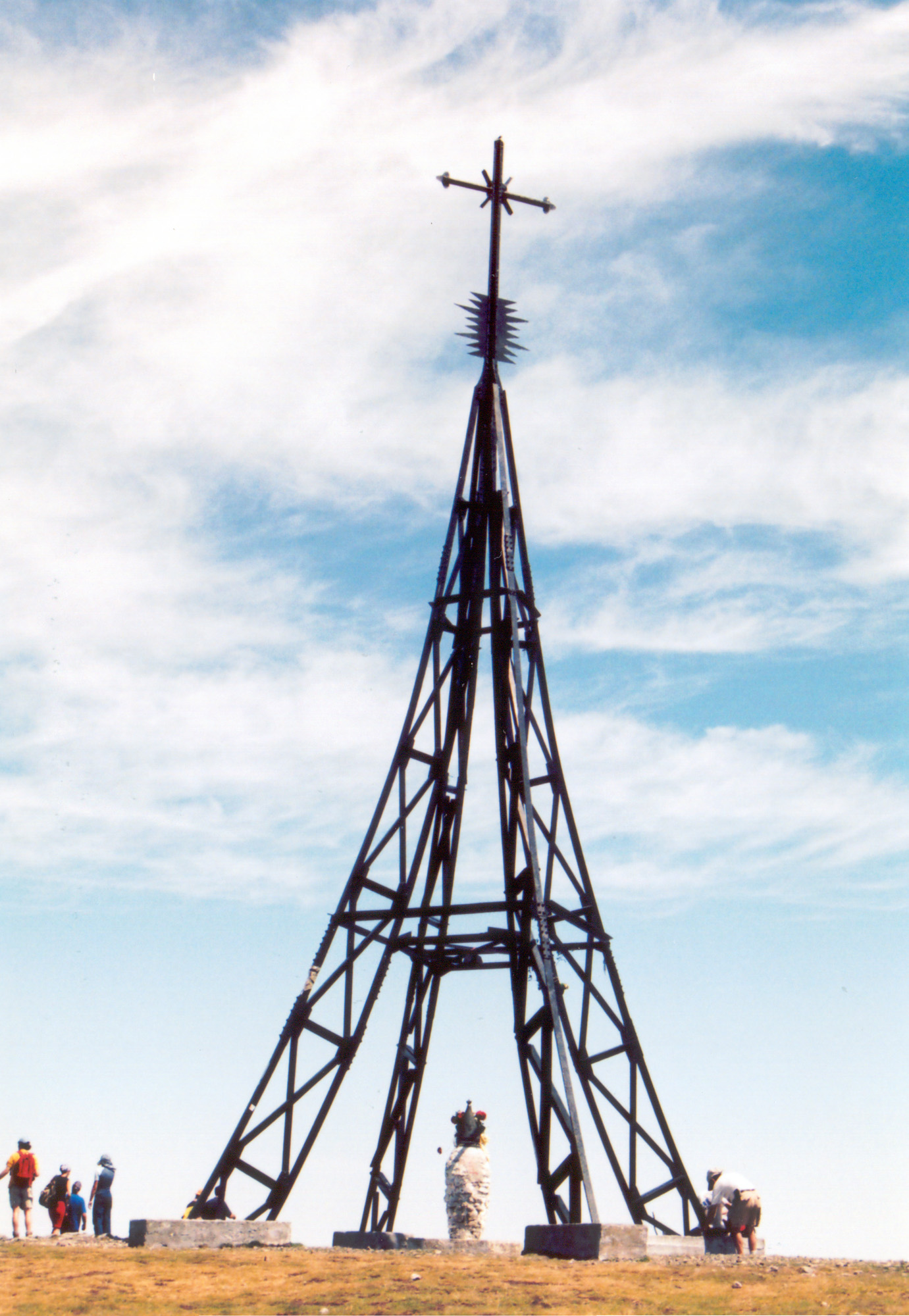
Croix du mont Gorbeia.

Le parc naturel de Gorbeia s'étend autour du mont Gorbeia, et les sommets qui l'entourent. Ce sommet de 1 482 m d'altitude est une des références fondamentales des habitants d'Alava et de Biscaye. Pour les Biscaïens, le Gorbeia a été une des montagnes principales où étaient convoquées les juntes générales.
Le sommet de la montagne est couronné par une croix de 18 m de hauteur (la première qui a été installée faisait 33,33 m et la seconde 22 m) installée au début du XXe siècle et qui s'est transformée en symbole pour tous les Basques, dans la culture populaire.

## Climat
La différence quant aux précipitations et aux températures entre les zones biscaïenne et alavaise est claire, ainsi que divers aspects telles que la flore ou la géologie. Avec l'effet de foehn, les pluies sont plus abondantes dans la partie nord du massif et la partie sud se caractérise pour avoir un climat d'influence continentale.

## Géologie et géomorphologie

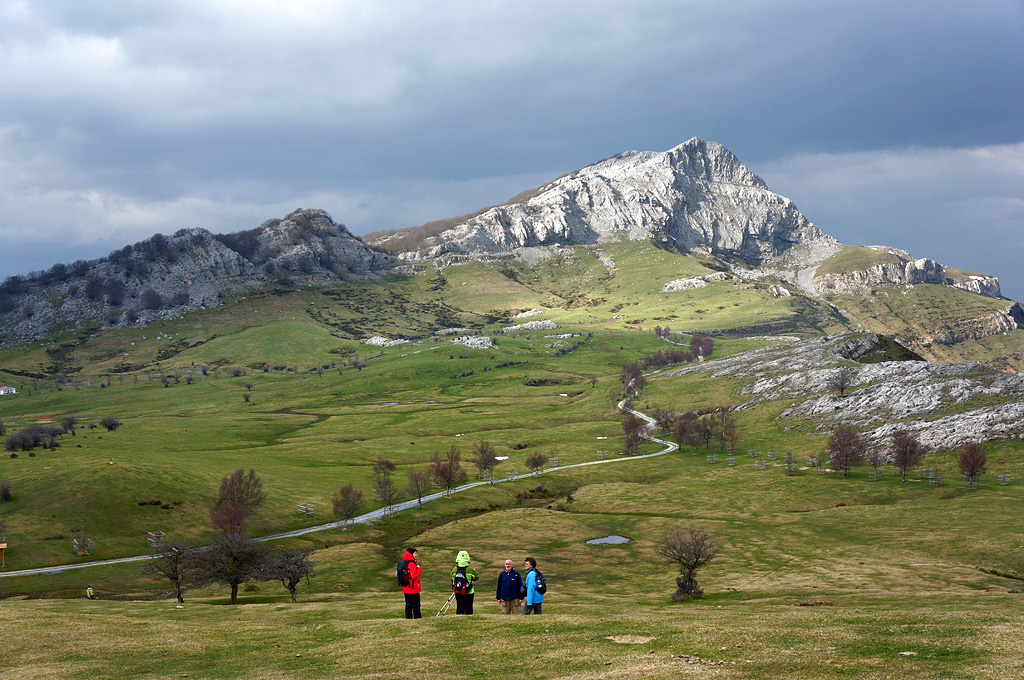
Parc naturel de Gorbeia.

Le parc est caractérisé par son environnement rocailleux. Les formations comme la porte d'Atxular en basque ou l'œil d'Atxular en espagnol dans le karst d'Itxina et la grotte de Mairuelegorreta en Alava sont les phénomènes des plus visités.
Dans le parc on observe deux types de substrats :
La silice : elle est à l'origine des formes de paysage arrondies, de tons obscurs et avec une grande végétation. Le sommet du Gorbeia est un bon exemple.
Le grès : Tons clairs et surfaces rocheuses, les zones calcaires se caractérisent par la présence de fentes, simas et dépressions. Il existe 500 cavités répertoriées dans le parc, dont les grottes Mairuelegorreta et Supelegor sont les plus populaires. Il faut souligner aussi le karst d'Itxina, qui est en outre un biotope protégé.
L'hydrographie du Gorbeia, qui se jette sur le bassin méditerranéen et cantabrique, est composée de petites rivières qui doivent passer un important dénivelé formant des torrents et des gorges. Dans le bassin méditerranéen, parmi ceux qui arrivent depuis l'Alava, les plus significatifs sont les rios Bayas et Zubialde. Dans le bassin cantabrique, l'Altube, l'Arnuari, le Zeberio et l'Arratia.

## Faune et flore
La végétation abrite d'importantes forêts d'arbres à feuilles caduques, particulièrement sur le versant alavais (zone d'Altube). L'espèce d'arbre occupant la plus grande superficie est le hêtre avec environ 6 000 ha mais il y a aussi des chênes pubescent et les chênes pédonculé, les bois de chêne cantabrique et arbousiers nous révèlent qu'il y a des siècles le climat a été beaucoup plus tempéré. Les aulnes, saules, frênes, et peupliers forment chaque fois les plus petites forêts donnant refuge à des espèces de grand intérêt. Les conifères, dans leur majorité des espèces allochtones plantées pour l'exploitation forestière occupent une grande partie de la surface du parc. Au sein de ces espèces les plus représentatives de ces plantations on trouve le pin insignis ou radiata (Pinus radiata), le cyprès de Lawson et le pin noir (Pinus nigra).
Les coupes excessives qui se sont produites à partir du XVIIIe siècle destinées aux travaux dans les forges, la construction navale et y compris l'élaboration du papier obligèrent la Députation de Biscaye à décréter le repeuplement des surfaces détruites. Ces repeuplements ont été effectués avec des espèces plus commerciales.
Il existe une nombreuse représentation d'espèces de la faune : rapaces forestiers (autour, épervier, circaète d'Europe) et rupicoles (faucon pèlerin, percnoptère), mammifères (chat sauvage, cerf, putois, fouine, loir gris ou le vison d'Europe et la loutre). Les groupements et les sols humides abritent une bonne représentation d'amphibiens (triton alpestre et grenouille agile). Parmi les charognards le vautour fauve a le Parc comme une partie de son territoire mais n'y nidifie pas, il vient du parc naturel d'Urkiola proche et de la sierra Salvada et du parc naturel de Valderejo.

## Lieux à visiter

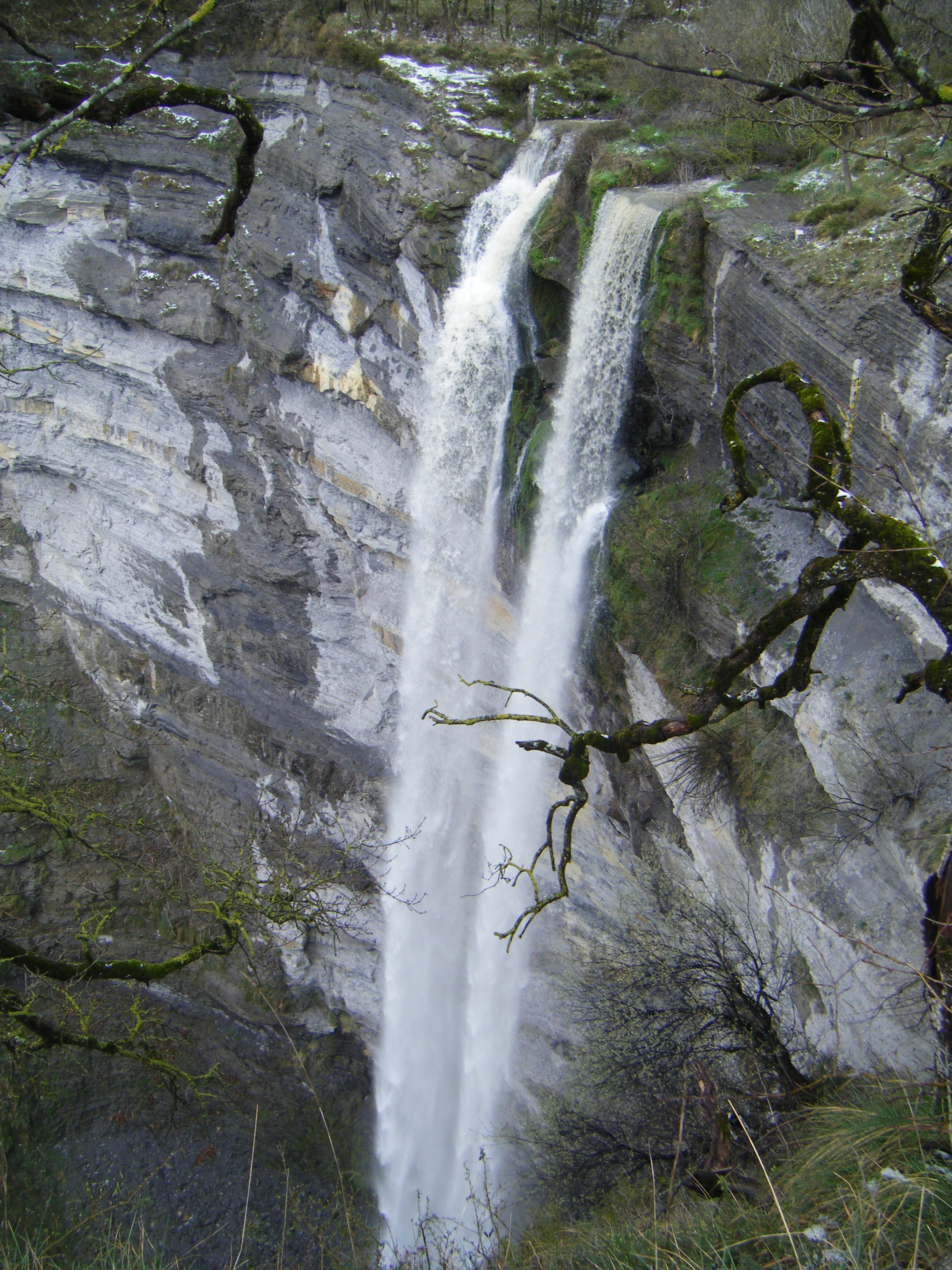
Cascade de Gujuli.

On rencontre divers paysages qui méritent une visite, mais les lieux les plus connus sont les suivants : Croix le Gorbeia, le Karst d'Itxina, Campas d'Arraba, grotte de Mairuelegorreta, cascade de Gujuli et la zone humide de Saldropo.

## Population
Dans le parc il n'y a pas de noyaux habités mais il existe une population dispersée qui vit dans des fermes, ainsi qu'une population saisonnière, les bergers, qui résident en saison de pâtures dans des cabanes. Dans les petites populations qui entourent le parc vivent environ 9 000 personnes et son économie est assise sur l'élevage, de troupeaux de brebis de race latxa, bovin et chevalin, et l'exploitation forestière. L'agriculture est une agriculture d'autoconsommation avec la vente des excédents sur les marchés des secteurs correspondants.

## Histoire de l'occupation humaine
Les premiers hommes dont on trouve des traces dans les territoires qu'occupe le parc remontent à 100 000 ans av. J.-C., dans le Paléolithique moyen, cinq pièces dentaires d'un Homme de Néandertal. On n'a pas trouvé de preuves de l'occupation de l'Homme de Cro-Magnon et on pense que ceci est dû à la rigueur du climat dans la période du Paléolithique supérieur bien que dans la grotte d'Arrillor on a trouvé des restes de l'Industrie lithique de type Magdalénien et dans la grotte de Bolinkoba on a trouvé des os avec des gravures géométriques. Du Mésolithique il y a eu des découvertes dans la grotte Urratxa III appartenant à la culture azilienne.
Avec le Néolithique, on a construit de grand monuments en pierre, d'utilisation funéraire. Les dolmens et les tumulus sont des structures faciles à observer dans le parc. Il y a plus de 10 dolmens et tumulus, situés dans les actuelles zones de pacage.
L'isolement de ces territoires a fait que l'influence des mouvements historiques a été minimale. Les modes de vie du pacage néolithique ont été maintenus immuablement jusqu'à nos jours. L'occupation par quelques groupes d'agriculteurs isolés a permis un certain changement dans les faits historiques. Ceci a favorisé la conservation des alentours avec les valeurs qui sont actuellement protégés.
Contrairement au parc naturel d'Urkiola voisin, par lequel est historiquement passé une importante route de communication, le Gorbeia a été maintenu en marge, maintenant les modes de vie traditionnels jusqu'à ce que l'irruption des révolutions technologiques aient réussi à faire une entaille dans ces derniers. Pour cela des constructions traditionnelles, comme les moulins hydrauliques, les loberas, les réfrigérateurs. Il existe des preuves de l'industrie charbonnière, qui sont aujourd'hui magnifiquement conservés, et forment un des points attractifs principaux, avec le naturel évidemment.
L'activité principale qui a été historiquement développée dans les territoires qui forment le parc est le pacage. Cette activité a été complétée par la fabrication de la chaux, en cuisant des pierres calcaires dans des fours, la fabrication de charbon végétal et la récolte de glace dans les névés. De toutes ces activités la seule qui est maintenue est celle du pacage, des autres ils ne reste uniquement les vestiges de leurs installations qui servent pour le développement d'une nouvelle source de richesse pour la zone, le tourisme urbain. Le parc naturel du Gorbeia s'est transformé un endroit vers lequel se déplacent des citoyens des zones urbaines proches, en particulier de Bilbao et Vitoria pour des activités sportives et de loisir.
On trouve dans le parc environ treize ermitages le plus important étant celui de Nuestra Señora de las Nieves (Notre-Dame des Neiges). Vers le milieu du XXe siècle le Club Sportif de Bilbao a construit le refuge d'Egiriñao.
Dans une zone comme les terrains qui entourent le Gorbeia, où les influences externes ont résisté, la mythologie a été conservée vive chez les habitants. La déesse principale est Mari, connue aussi comme la Dame d'Anboto, dont la demeure se trouve dans plusieurs lieux du parc. Dans ses forêts habite le Basajaun (ou Baxajaun) et dans les bords des rivières les Lamiak (ou lamiñak) souvent décrites comme des femmes ayant des pieds de poule, de canard etc.

### Sources
- (es)/(eu) Cet article est partiellement ou en totalité issu des articles intitulés en espagnol « Parque natural del Gorbea » (voir la liste des auteurs) et en basque « Gorbeiako natura parkea » (voir la liste des auteurs).